# Rio Macacu
Rio Macacu är ett vattendrag i Brasilien.   Det ligger i delstaten Rio de Janeiro, i den sydöstra delen av landet, 900 km sydost om huvudstaden Brasília.
I omgivningarna runt Rio Macacu växer i huvudsak städsegrön lövskog. Runt Rio Macacu är det mycket tätbefolkat, med 1 517 invånare per kvadratkilometer.